# Brachymeria albisquama
Brachymeria albisquama är en stekelart som beskrevs av Joseph Kriechbaumer 1894. Brachymeria albisquama ingår i släktet Brachymeria och familjen bredlårsteklar. Inga underarter finns listade.